# T/F Janus
T/F Janus var ett svenskt tankfartyg.

## Historik
Janus sjösattes vid Öresundsvarvet i Landskrona den 22 juni 1939 till Anders Jahres rederi i Sandefjord och döptes till Janus. Under byggnationen såldes fartyget till Rederi AB Nordstjernan i Stockholm och fick därvid behålla sitt dopnamn. Fartyget levererades den 17 oktober och sattes i tankfart under befäl av kapten G. Larsson. Janus, som var varvets första stora tankfartygsbygge, blev endast ett år och tre dagar gammal.

## Torpederingen
Janus var i konvoj på väg från Halifax till Clyde. Lördagen den 19 oktober 1940 anfölls konvojen av flera ubåtar. På denna kväll sänktes först två fartyg och någon timma senare ytterligare två. Strax efteråt gjordes ett nytt anfall mot konvojen och ytterligare flera fartyg föll offer för torpederna. Allmänna meningen ombord på Janus var att komma ut ur konvojen och vid midnattstid fortsatte Janus ensam resan mot Storbritannien, uppgav befälhavaren vid sjöförhöret. Vid fyratiden på morgonen torpederades fartyget utan förvarning av den tyska ubåten U 46. Janus bräcktes ögonblickligen och de två fartygshalvorna sammanhölls endast av däcksplåtarna. Fartyget övertändes omedelbart av brinnande olja och flammorna steg till 40-60 meters höjd. Man lyckades sätta flera av livbåtarna i sjön och hela besättningen utom fyra man som redan omkommit räddade sig i dessa. Efter cirka en halvtimma kom en ubåt upp till ytan och anropade livbåtarna. Första frågan gällde fartygets namn och hemort och sedan frågade ubåten om livbåtarna hade proviant, vilket bejakades.
-Vad har ni i dessa farvatten att göra? Var den sista frågan från ubåten. Denna fråga ansåg sig de svenska sjömännen icke vara skyldiga att svara på. Därpå försvann ubåten. Vid åttatiden siktades två brittiska flygplan. De återkom efter ett par timmar igen och vid 13-tiden anlände en brittisk jagare. Jagaren tog ombord de överlevande från Janus och landsatte dem i skotsk hamn.